# 1er janvier 1800
Le 1er janvier 1800 est le 1er jour de l'année 1800 du calendrier grégorien. Il s'agit d'un mercredi.

## Événements

### Dans le monde
- Oraison funèbre au frère George Washington (mort le 14 décembre 1799), prononcée par Henry Lee à la loge française d’Aménité à Philadelphie.
- Nationalisation des Indes orientales néerlandaises, qui appartenaient auparavant à la VOC.
- Robert Owen prend la direction de New Lanark.
- Combat du 1er janvier 1800, petite bataille de la quasi-guerre.
- Éruption du volcan de l’île de la Déception[Information douteuse][1].

### En France
- Cette journée correspond au 11 nivôse an IX dans le calendrier républicain alors en vigueur.
- Mise en place du Tribunat et du Corps législatif. Jean-Baptiste Perrin des Vosges est président du Corps législatif jusqu’au 21 janvier de la même année.
- Cambacérès est nommé deuxième consul, en remplacement de Sieyès.

## Naissances
- Constantin Hering, père de l’homéopathie aux États-Unis.
- Adelheid Herz, femme de Kalmann Mayer Rothschild.
- Václav Emanuel Horák, compositeur tchèque.

## Décès
- Daubenton, mort à Paris dans la nuit de la Saint-Sylvestre.

## Art et culture

### Littérature

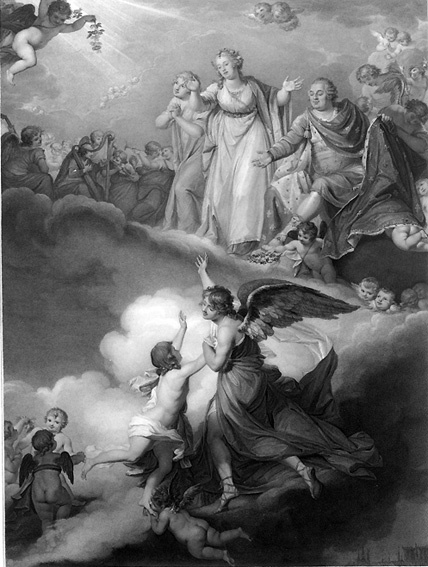
Scène allégorique sur la mort du dauphin, éditée à Londres le 1er janvier 1800.

- Écriture du testament (en) de Claude Martin.